# Naum, Șumen
Naum (în bulgară Наум) este un sat în comuna Kaolinovo, regiunea Șumen,  Bulgaria. 

## Demografie
Componența etnică a satului Naum
     Bulgari (1,18%)
     Turci (95,74%)
     Nicio identificare (3,07%)
     Altele (0%)
La recensământul din 2011, populația satului Naum era de 423 locuitori. Din punct de vedere etnic, majoritatea locuitorilor (95,74%) erau turci, cu o minoritate de bulgari (1,18%). Pentru 3,07% din locuitori nu este cunoscută apartenența etnică.